# فيلادلفيا دائما مشمسة (الموسم الثاني)
الموسم الثاني من المُسلسل الكوميدي الأمريكي فيلادلفيا دائماً مشمسة، بدأ عرضهُ في 29 يونيو، 2006، على قناة "FX". وتكون من 10 حلقات، إنتهى عرضهُ في 17 أغسطس، 2006.

## الممثلين والشخصيات

### شخصيات رئيسية
- تشارلي داي بدور تشارلي كيلي (10 حلقات)
- غلين هاورتون بدور دينيس رينولدز (10 حلقات)
- روب ماكيلهيني بدور ماك (10 حلقات)
- كايتلين اولسون بدور دياندرا رينولدز (10 حلقات)

### شخصيات متكررة
- آن ارتشر بدور باربرا رينولدز (3 حلقات)
- ماري إليزابيث إليس بدور النادلة (2 حلقتان)
- ليني ماري ستيوارت بدور بوني كيلي (2 حلقتان)

### ضيوف الحلقات
- ستيفن كولينز بدور بروس ماثيس (1 حلقة)
- غريغوري سكوت كمنز بدور لوثر ماك (1 حلقة)
- ديفيد هورنسبي بدور ماثيو «ريكيتي كريكت» مارا (1 حلقة)
- ساندي مارتن بدور السيدة. ماكدونالد (1 حلقة)
- آرتيميس بيبداني بدور آرتيميس (1 حلقة)

## الحلقات
| تسلسل إجمالي | تسلسل الموسم | عنوان الحلقة "بالإنجليزية"                      | إخراج         | كتابة                                   | تاريخ العرض    | رمز الإنتاج |
| ------------ | ------------ | ----------------------------------------------- | ------------- | --------------------------------------- | -------------- | ----------- |
| 8            | 1            | "Charlie Gets Crippled"                         | روب ماكيلهيني | روب ماكيلهيني                           | 29 يونيو، 2006 | IP02001     |
| 9            | 2            | "The Gang Goes Jihad"                           | دان آتياس     | روب ماكيلهيني                           | 29 يونيو، 2006 | IP02002     |
| 10           | 3            | "Dennis and Dee Go on Welfare"                  | دان آتياس     | روب ماكيلهيني                           | 6 يوليو، 2006  | IP02004     |
| 11           | 4            | "Mac Bangs Dennis' Mom"                         | دان آتياس     | تشارلي داي وغلين هاورتون                | 6 يوليو، 2006  | IP02005     |
| 12           | 5            | "Hundred Dollar Baby"                           | دان آتياس     | تشارلي داي، غلين هاورتون وروب ماكيلهيني | 13 يوليو، 2006 | IP02007     |
| 13           | 6            | "The Gang Gives Back"                           | دان آتياس     | تشارلي داي                              | 20 يوليو، 2006 | IP02003     |
| 14           | 7            | "The Gang Exploits a Miracle"                   | دان آتياس     | تشارلي داي، إيريك فالكونر وكريس رومانو  | 27 يوليو، 2006 | IP02009     |
| 15           | 8            | "The Gang Runs for Office"                      | دان آتياس     | ديفيد هورنسبي                           | 3 أغسطس، 2006  | IP02006     |
| 16           | 9            | "Charlie Goes America All Over Everybody's Ass" | دان آتياس     | تشارلي داي وروب ماكيلهيني               | 10 أغسطس، 2006 | IP02008     |
| 17           | 10           | "Dennis and Dee Get a New Dad"                  | دان آتياس     | روب ماكيلهيني                           | 17 أغسطس، 2006 | IP02010     |

## وصلات خارجية
- قائمة حلقات فيلادلفيا دائما مشمسة  على قاعدة بيانات الأفلام على الإنترنت